# Lipce (Słowenia)
Lipce – wieś w Słowenii, w gminie Jesenice. W 2018 roku liczyła 229 mieszkańców.